# Um contra Todos
Um contra Todos foi um concurso de televisão da RTP exibido em 2004, apresentado por José Carlos Malato baseado no formato da Endemol Um contra Cem. Os concorrentes respondiam a perguntas e tentavam fazer com que os restantes 50 não acertassem nas mesmas.
O programa teve duas edições.